# Pomatonota dregii
Pomatonota dregii är en insektsart som beskrevs av Hermann Burmeister 1838. Pomatonota dregii ingår i släktet Pomatonota och familjen vårtbitare. Inga underarter finns listade i Catalogue of Life.